# Hidaka, Hokkaido
Hidaka (japanska: 日高町?, Hidaka-chō) är en landskommun (köping) i Hokkaido prefektur i Japan. Kommunen omfattar två separata områden, det norra är den tidigare kommunen Hidaka, det södra är det tidigare kommunen Monbetsu. De två kommunerna slogs samman 2006.